# Suspa
Suspa GmbH (eigene Schreibweise: SUSPA) ist ein Hersteller von Gasdruckfedern (kurz: Gasfeder), Dämpfern, Höhenverstellungen und Crash- und Sicherheitssystemen für viele Branchen von der Möbel- bis zur Automobilindustrie. Das Unternehmen mit Sitz in Altdorf bei Nürnberg erwirtschaftete 2012 mit 1.720 Mitarbeitern weltweit einen Umsatz von ca. 208 Millionen Euro.

## Firmengeschichte
1951 wurde die Suspa Federungstechnik GmbH in Wappeltshofen, heute einem Gemeindeteil von Altdorf, gegründet und stellte die Jurisch-Hinterradfederung sowie später Federbeine für Zweiräder her. Das Unternehmen wurde laut einer Quelle 1950 als Karl Jurisch Fahrzeug- und Motorenbau gegründet und war seit 1959 im Besitz der Familie Bauer. 1959 erfand Suspa ein Dämpfungssystem für Waschmaschinen, welches das lästige „Hüpfen“ beseitigte und war drei Jahre später Marktführer. Die ersten Produkte für die Automobilindustrie waren 1964 Gasdruckfedern für das Heben und Senken von Heckklappen. 1969 entwickelte Suspa die Höhenverstellung für Bürostühle und die Positionierung der Rückenlehne. 1973–1978 expandierte Suspa in die USA und nach Asien und entwickelte silikongedämpfte Aufpralldämpfer für PKWs. 1988 stellte Suspa als erster Hersteller auf ein Drei-Komponenten-Wasserlacksystem um und schonte die Umwelt durch Verzicht auf Lösungsmittel und Amine. 1991 entwickelte Suspa Höhenverstellungen für Tische und Arbeitsflächen. 1994 wurde eine Tochtergesellschaft in Indien gegründet. Die Serienfertigung von Spoilerverstellsystemen begann 1999 und Suspa entwickelte sich zum Systemlieferanten für die Automobilindustrie. Ein Jahr später produzierte Suspa sein erstes Crash Management System und gründete ein Werk in Tschechien. Seit 2003 wurden die Produktionskapazitäten in Asien ausgebaut.
Im Sommer 2008 verkaufte Suspa den Geschäftsbereich Stuhlgasfedern an den Konkurrenten Stabilus, um sich ausschließlich auf die Bereiche Industrie und Automobil zu konzentrieren. Im Juni 2009 erwarb die Tiroler Industrieholding Tyrol Equity 80 Prozent der Anteile am Unternehmen. Im Juni 2012 verkaufte Tyrol Equity ihre Anteile an Suspa an die private Investorengruppe Andlinger & Company GmbH. Im Sommer 2018 verkaufte die Andlinger & Company GmbH ihre Firmenanteile an den belgischen Unternehmer Pascal Vanhalst.
In Altdorf bei Nürnberg betreibt Suspa zwei Werke mit derzeit insgesamt 450 Mitarbeitern. Das Werk 1 in der Industriestraße wird in Kürze von circa 340 auf 200 Mitarbeiter schrumpfen.
In dem Werk 1 werden aktuell Gasfedern für Heckklappen und Frontlader in Autos, Dachfenstern, Krankenhausbetten oder Sitzen in Flugzeugen, Zügen und Lkws hergestellt.

## Unternehmensstruktur und Tochtergesellschaften/Standorte
Das Unternehmen ist gegliedert in zwei Geschäftsbereiche mit den Business Segmenten Mechanical Applications, Crash Management, Household Applications und Powered Applications.
Suspa unterhält folgende Tochtergesellschaften/Standorte:
- Suspa GmbH, Werke in Altdorf bei Nürnberg und Sulzbach-Rosenberg, Deutschland[6]
- Suspa Vertriebsgesellschaft mbH, Kleve, Deutschland[7]
- Suspa CZ, Bor u Tachova, Tschechische Republik[8]
- Suspa Incorporated, Grand Rapids (Michigan), Michigan, USA[9]
- Suspa Pneumatics Ltd., Chennai, Indien[10]
- Suspa Nanjing Ltd., Nanjing, Volksrepublik China[11]

## Produkte
Das Hauptprodukt ist immer noch die Gasdruckfeder in vielen verschiedenen Varianten, aber in den letzten Jahren entwickelte sich Suspa immer mehr zu einem Systemanbieter insbesondere für die Automobilbranche, für die komplette Verstellsysteme oder Crash Management Systeme entwickelt und produziert werden. Suspa reichert die Gasdruckfedern mit immer mehr Zusatzfunktionen an, so entstehen z. B. Tischsäulen, die ganz einfach höhenverstellbar sind und nur aus einer einzigen Gasfeder bestehen (Produkt: VariStand).

### Gasdruckfedern
- Industriegasfedern[12]
- Automotive Gasfedern
- Blockierbare Gasfedern[13]

### Dämpfer
- Hydraulikdämpfer[14]
- Reibdämpfer[15]

### Verstellsysteme
- Heckspoilerantriebe (Automotive)[16]
- Angetriebene Türen und Klappen
- Cabrio-Verdeckantriebe

### Crash Management Systeme
- Insassenschutzkomponenten[17]
- Fußgängerschutzsysteme

### Kolbenstangen und Rohre
- Kolbenstangen[18]
- Rohre